# Велотранспорт
Использование велосипеда в качестве транспорта (Utility cycling) — концепция, которая рассматривает велосипед преимущественно как транспортное средство, а не как спортивный снаряд или средство для развлечения. Использование велосипеда для перевозки людей и грузов — это самое распространённое применение велосипеда в мире.

## Обзор
Использование велосипеда в качестве транспортного средства обычно включает в себя поездки на короткие и средние дистанции (несколько километров, примерно 3-15 км в одну сторону). Это понятие включает в себя ежедневные поездки на работу (или на учебу), а также поездки по делам (шопинг, встречи с друзьями и знакомыми, общественные мероприятия и т.д.)
Так же к этому понятию относится использование велосипеда для коммерческой деятельности, например доставка товаров или услуг. Во многих городах велокурьеры являются привычным явлением, а грузовые велосипеды способны конкурировать с грузовыми автомобилями и микроавтобусами, особенно при доставке мелких грузов в густонаселённых районах. Велотакси могут обеспечивать услугу перевозки пассажиров, подобно такси и маршруткам.
Повседневное использование велосипеда в качестве транспортного средства имеет экономические, экологические и социальные преимущества. Политика развития велотранспорта в городах обусловлена следующими причинами: улучшение здоровья населения, улучшение экономических показателей городских кварталов, сокращения числа дорожных заторов, снижение уровня загрязненности воздуха и шума, улучшение безопасности дорожного движения, улучшение качества жизни, повышение мобильности и социальных взаимодействий.

## Велосипеды и экипировка
Комфортный велосипед имеет множество приспособлений, которые обеспечивают удобство для ежедневного использования. Защита цепи и защита спиц заднего колеса исключают возможность испачкать или порвать одежду. Подножка позволяет припарковать велосипед, не прислоняя его к опоре. Передний багажник или велокорзина удобны для частой перевозки грузов. Велобагажник также позволяет перевозить грузы.
Различные велосумки и боксы позволяют позволяют осуществлять перевозку грузов или заниматься шопингом. Детские велокресла и велоприцепы позволяют родителям перевозить детей.

## Факторы, влияющие на популярность велосипедных перевозок
Комбинация множества факторов оказывает влияние на популярность велосипедных перевозок. Главная причина, по которой велосипедный транспорт популярен в странах с развивающейся экономикой, — покупка велосипеда более доступна жителям, чем покупка автомобиля. В странах с развитой экономикой, где у людей есть возможность выбора способа передвижения, ситуация зависит от множества влияющих факторов.
Популярность использования велосипедов зависти от: градостроительной политики (качество велосипедной инфраструктуры), возможности безопасного хранения велосипеда, уровня интеграции с другими видами транспорта (для поездок на длинные расстояния), имиджа велосипеда и автомобиля в обществе, ландшафта и климата, расстояний между точками назначения, стоимости поездок относительно других видов транспорта. Поскольку в развитых странах велосипеду приходится конкурировать с другими видами перемещений, такими как личный автомобиль, общественный транспорт и перемещение пешком, то нельзя рассматривать преимущества и недостатки использования велосипеда обособленно, а можно говорить о факторах, которые делают использование велосипеда более или менее привлекательным.